# 松田潤治
松田 潤治（まつだ じゅんじ、1952年 -2005年 ）は、日本の学者。
福岡県に生まれる。西南学院大学を卒業後、福岡県立若松商業高等学校教諭、福島高等学校教諭、福岡商業高等学校定時制教諭兼任。大学院修了後、宇部工業高等専門学校経営情報学科助教授、九州国際大学助教授を経て、1999年（平成11年）中村学園大学流通科学部新設準備室次長となり、2000年（平成12年）同大流通科学部教授。
著書に「情報処理教室」、編著に「コスト・アカウンティングシステムの基礎」、共著に「新版 財務会計論」などがある

## 所属団体
- オフィスオートメーション学会
- 日本会計研究学会
- 日本商業教育研究学会